# Gereformeerde Kerken in Nederland (hersteld)
Gereformeerde Kerken in Nederland (hersteld) är ett konservativt, antiekumeniskt, kalvinistiskt trossamfund i Nederländerna, bildat den 20 september 2003 av utbrytare från Reformerta kyrkor i Nederländerna (befriade). 
I september 2005 hade man 1250 medlemmar, 8 församlingar och två predikanter: dr S de Marie och dr P van Gurp.